# Autophila sinesafida
Autophila sinesafida is een vlinder uit de familie van de spinneruilen (Erebidae). De wetenschappelijke naam van de soort is voor het eerst geldig gepubliceerd in 1952 door Wiltshire.